# Коджові Обілале
Коджові Обілале (фр. Kodjovi Obilalé, нар. 8 жовтня 1984, Ломе) — тоголезький футболіст, що грав на позиції воротаря. У складі національної збірної Того був учасником чемпіонату світу та двох кубків африканських націй.

## Клубна кар'єра
Обілале почав свою кар'єру в молодіжному складі французького клубу «Ньйор», а в 2003 році підписав контракт з «Лор'яном», проте до першої команди не пробився і незабаром повернувся у Того, де протягом трьох років виступав за «Етуаль Філант» з рідного міста Ломе.
В липні 2006 року Обілале він повернувся у Францію і півтора року гри за «Куевен», а потім 2008 року підписав контракт з клубом «Понтіві», де грав аж до замаху на початку 2010 року, після чого змушений був завершити кар'єру.

## Виступи за збірну
З 2006 року викликався до складу національної збірної Того, з якою того ж року їздив на Кубок африканських націй 2006 року в Єгипті та чемпіонат світу 2006 року у Німеччині, проте на обох турнірах був лише третім воротарем і на поле не виходив. Тим не менш на «мундіалі» став єдиним гравцем команди, який виступав за тоголезький клуб. За збірну команду провів п'ять матчів.
2009 року зіграв 5 матчів за збірну, 4 з яких у відборі на чемпіонат світу 2010 року.
На початку наступного року поїхав на Кубок африканських націй 2010 року в Анголі. 8 січня при перетині кордону Республіки Конго і Анголи у провінції Кабінда автобус з національної футбольної командою Того піддався кулеметному обстрілу. Обілале став одним з двох гравців, які отримали поранення в ході теракту. У ряді джерел з'явилася інформація про смерть голкіпера, проте згодом вони були спростовані.
У березні 2010 року Обілале повернувся в Лор'ян, де проходив процес реабілітації. У липні він розповів, що відчуває проблеми при ходінні й навіть не думає про повернення у футбол як гравець. Відновленню гравця сприяли ФІФА, Уряд Того і Федерація футболу Франції.
У 2015 році він опублікував автобіографію Un destin foudroyé.